# InuYasha: El amor a través del tiempo
InuYasha La Película: El amor a través del tiempo (映画犬夜叉 時代を越える想い Eiga Inuyasha: Toki o Koeru Omoi), InuYasha: La batalla a través del tiempo en España e InuYasha: Sentimientos que perduran a través del tiempo en Hispanoamérica, es la primera película del anime Inuyasha dirigida por Toshiya Shinohara y escrita por Katsuyuki Sumisawa. Fue lanzada en Japón el 15 de diciembre de 2001. 
La película se ubica cronológicamente entre el capítulo 55 y 56 del anime, teniendo tan solo tres personajes nuevos no pertenecientes al manga/anime y una historia totalmente original ajena a estos.

## Argumento
Hace 200 años el padre de Inuyasha tuvo un fuerte enfrentamiento contra un demonio polilla de otra región llamado Hyōga, perdiendo este último, sin embargo cuando la perla de Shikon fue partida en miles de fragmentos, uno de ellos cayó en el cuerpo de su hijo Menōmaru, liberándolo y ahora en busca de venganza por lo sucedido. 
Para lograr su objetivo necesitará a Colmillo De Acero (Tessaiga), por lo que Inuyasha, Kagome, Miroku, Sango, Kirara, Shippo, junto a los demás tendrán que buscar la manera de detener sus planes de venganza y conquista. La película se sitúa entre los capítulos 55 y 56.

## Historia
El demonio Menōmaru  ha despertado luego de que le cayó un fragmento de la perla de Shikon, y por alguna razón desea obtener a Colmillo de Acero, confundiéndola por un momento con la espada de Sesshōmaru. Más adelante, Inuyasha, Miroku, Sango, Shippo y Kirara se están enfrentando a un gigante escorpión venenoso, el cual no podían vencer hasta que llegó Kagome (quien estaba en su época preparando unos almuerzos), al poder ver donde se encontraba el fragmento en el escorpión, Inuyasha logra vencerlo fácilmente y sacarlo. Tras la pelea, deciden comer los almuerzos que Kagome estuvo preparando, pero se enfada con Inuyasha porque a pesar de estar comiendo su comida hecha por ella misma, prefería comer comida instantánea y esto ocasionó que Kagome se fuera del lugar bastante molesta, a la vez que Kirara que había sido envenenada en la pelea empieza a actuar de forma extraña y saliera corriendo, siendo perseguida por Sango y Miroku.  
Sango y Miroku encuentran a kirara junto a dos chicas (Ruri y Hari) quienes la han curado, pero cuando tenían la guardia baja los atacan y obligan a Miroku usar su Agujero Negro (Kazaana), pero lamentablemente era parte del plan y Ruri copia su Agujero Negro para usarlo contra ellos, afortunadamente los salva la anciana Kaede y hace que ellas se marchen montando a Kirara (quien está bajo control de Hari) para molestia de Sango que las comienza a perseguir. Mientras tanto, Kagome llega al sitio donde estaba Inuyasha sellado y para su sorpresa estaba Kikyō, la cual estaba recordando a Inuyasha, pero cuando se da cuenta de que Kagome estaba ahí se va. Kagome se entristece cuando comienza a recordar la relación que tiene Kikyō con Inuyasha, ya que siente que ella es la que sobra, pero intenta olvidarse de eso con la excusa de volver a casa hasta que observa algo que brilla en un agujero del árbol, e intenta sacarlo pero se corta un poco su dedo, y unos segundos más tarde Inuyasha llega al sitio curando la pequeña herida de su dedo y preguntándole si estaba sola, cosa que le molesta a Kagome porque conoce la razón de la pregunta. En ese momento llega Menōmaru y comienza su ataque para intentar apoderarse de Colmillo de Acero, desmayando a Kagome y derrotando fácilmente a Inuyasha (quien se había quedado sin su espada), sin embargo cuando intenta tomarla se da cuenta de que solo la puede usar Inuyasha, pero se le ocurre un plan y secuestra a Kagome. 
Inuyasha al recuperar la conciencia y al hablar con Shippo se da cuenta de que Kagome fue secuestrada, el anciano Myōga que se encontraba con ellos tras escuchar el nombre del atacante, le cuenta todo lo ocurrido sobre la batalla de hace 200 años junto al lugar donde deben de estar. En el Árbol Milenario se encontraba Menōmaru junto a sus dos sirvientas y Kirara, donde le colocan a Kagome una Magatama fusionada con el fragmento de perla de Shikon en su frente para controlarla, despertándose e intentando recuperar a Kirara y justo cuando la iban a atacar llega Sango y Miroku, comenzando una serie de enfrentamientos, Menōmaru se dirigía a atacar a Kagome pero llega Inuyasha para defenderla, volviendo a pelear contra él y tras una serie de ataques de viento cortante (Kaze No Kizu) accidentalmente rompe un sello, siendo desde un principio el plan de Menōmaru. 
Menōmaru revela su plan y comienza un proceso de traspaso de poder (absorber el poder de su padre), cosa que no le importa a Inuyasha al seguir atacándolo, siendo algo inútil ya que Menōmaru se ha vuelto realmente fuerte y con solo una técnica los manda a volar a todos, para luego mandar a sus polillas a robar las almas de todas las personas. Kagome y Shippo heridos llegan a la aldea que fue protegida por la anciana Kaede de las polillas, y en otro lado se puede ver como Sesshōmaru, Rin y Jaken intentan ser atacados por las polillas. 
Al día siguiente se ve que Miroku y Sango están resguardados junto a Hachi, decidiendo volver al Árbol Milenario y obligando a Hachi a que los lleve, mientras que en otro lado se ve a un débil Inuyasha pensando en la forma de derrotar a Menōmaru, siendo la respuesta de Myōga  que debería entrenar hasta ser tan poderoso como su padre, cosa que rechaza por falta de tiempo y decide ir hacia el árbol Milenario sin importarle nada, Menōmaru que se entera de ello decide iniciar su segundo plan, el cual es controlar a Kagome y llevarla hacia donde estaba Inuyasha solo para que esta lo ataque, siendo la pelea llevada hasta el árbol donde estaba sellado Inuyasha e irónicamente (ella vestida como sacerdotisa) dándole un último ataque idéntico al que le dio Kikyō, desmayándose Inuyasha y Kagome del dolor que sintió al hacer eso, logra salirse del control de Menōmaru. 
Kikyō que estaba presente le explica a Kagome las consecuencias que tendrá esta situación en su época, diciéndole que un fuerte invierno será predominante en su época y que sino decide volver a su casa en ese momento ya no podrá hacerlo, dándole el fragmento que tenía en su frente, y muy molesta la afronta, diciéndole que ella nunca debió conocer a Inuyasha y la manda por el pozo. Kagome observa que volvió a su casa, cuando salió al exterior se da cuenta de que le dijo la verdad y al ver el árbol se da cuenta de que no volverá a ver a Inuyasha, entristeciéndose. Mientras tanto, Sango y Miroku se enfrentan a Hari y Ruri respectivamente, por suerte ellos logran vencerlas de un modo u otro.
Por otro lado, Kagome estaba triste en la nieve pero gracias a las palabras que le dio su madre, recuerda los sentimientos que tiene tanto a Inuyasha como al árbol, y al acercarse a este, logra comunicarse con Inuyasha quien le anima aún más y le dice que vuelva para poder derrotar a Menōmaru, Kagome se entusiasma e intenta usar el pozo pero se da cuenta de que no puede volver porque está bloqueado, sin embargo recuerda lo que tenía el agujero del árbol y metiendo un palo, al sacarlo resulta que logra formar una flecha y tomando un arco vuelve a usar el pozo. En el otro lado estaba Kaede y Shippo buscando la manera de desbloquearlo hasta que llega Inuyasha para hacerlo y cuando estaba a punto de usar su técnica, recibe una sorpresa, Kagome usó la flecha y explotó todas las raíces que bloqueaban, ocasionando otra discusión entre ellos dos hasta que recordaron que deben derrotar a Menōmaru. 
Menōmaru terminó de tomar todo el poder de su padre y ahora es un demonio gigante capaz de invocar a otros demonios, teniendo ellos que defenderse de todos y a todos mientras que Inuyasha y Kagome buscaban la manera de vencer a Menōmaru, cosa que consiguen cuando Kagome logra ver un punto débil, usando una flecha en el momento justo combinado con el viento cortante de Inuyasha logran matar a Menōmaru, escapando todos sobre Hachi y viendo como el Árbol Milenario se moría también. Al final en la época de Kagome, esta se vuelve a molestar con Inuyasha por el almuerzo.

## Personajes
- Inuyasha
- Kagome
- Sango
- Miroku
- Kirara
- Myōga
- Kaede
- Kikyō
- Sesshōmaru
- Rin
- Jacken
- Hachi
- Sōta Higurashi
- Naomi Higurashi
- Abuelo de Kagome
- Inu No Taishō (solo en una imagen cuando Myōga recordaba)
- Hyōga (solo en una imagen cuando Myōga recordaba)

### Personajes exclusivos de la película
Menōmaru: Hijo del demonio polilla Hyōga, quien tuvo una gran pelea con Inu No Taishō, tras 200 años ha pespertado al caerle un fragmento de la perla, solo busca poder y venganza. Con respecto a apariencia, su color es pálido con cabello verde, dos marcas rojas en la cara junto a dos antenas rojas, posee orejas puntiagudas. Es un demonio bastante fuerte que posee diversas técnicas (desde control de mente hasta invocar demonios) y una gran fuerza física, más aún al absorber el poder de su padre sus habilidades y su propio poder se amplifican, además que su tamaño es de un gigante. 
Ruri: Es una de las sirvientes de Menōmaru, su color de cabello es azul, sus ojos morado claro y con una magatama azul en su frente. Tiene la habilidad de hacer que su cuerpo logre traspasar por lo menos un cuerpo humano (tocarlo por dentro o simplemente inmovilizarlo), y copiar una propiedad que tenga, como lo hizo con Miroku, al obtener un agujero negro idéntico al de él. Muere al ser absorbida por el agujero negro, al abusar de él (se cortó más la mano para que se agrandara). 
Hari: Es una sirvienta de Menōmaru, posee cabello de color morado muy claro, con ojos verdes y una magatama blanca en su frente. Posee la habilidad de controlar la mente de cualquier ser vivo, siempre y cuando el afectado tenga la magatama blanca en su frente, al parecer tenía otra habilidad ya que a pesar de haber sido cortado en dos su cuerpo, no parecía afectarle pero antes de demostrarlo su alma fue absorbida.

## Banda sonora
- Su Tema Principal es: "No More Word" cantada por Ayumi Hamasaki.

## Curiosidades
- Menōmaru que ya de por sí era más fuerte que Inuyasha, además que había obtenido todo el poder de su padre, quien se enfrentó fuertemente con Inu No Taishô  (el padre de Inuyasha), fue relativamente fácilmente vencido por Inuyasha y Kagome (Un medio-demonio y una humana)

- Se puede observar como el Agujero negro (Kazaana) absorbe a su poseedor.

- Datos: Q719497